# SKE48の未完全TV
『SKE48の未完全TV』（エスケーイーフォーティーエイトのみかんぜんティービー）は、2022年1月17日（16日深夜）から2025年3月24日までテレビ愛知で放送されていた深夜バラエティ番組。放送時間は第2・第4月曜 0:50 - 1:20 (JST)｡

## 概要
SKE48の愛知県での地上波レギュラー冠番組である。2021年10月6日にSKE48劇場で開催された「13周年SPトークショー～ガイシホールで予定していた重大発表ここでします！SP～」にて、2022年1月の本番組の開始が発表された。放送開始当初はSKE48メンバーの密着映像を数人のSKE48メンバーで見るという内容であったが、2023年6月に番組リニューアルを実施し、以降はSKE48のメンバーが大人の階段を上がるために様々な競技に挑戦する「未完全ダービー」がメインとなった。
2025年3月24日（23日深夜）放送分をもって、3年3か月にわたる放送を終了した。

## 放送時間
- 隔週月曜 1時05分 - 1時35分【日曜深夜】（2022年1月17日 - 6月20日）
- 第2・第4月曜 0時35分 - 1時05分【日曜深夜】（2022年7月11日 - 2024年3月11日）
- 第2・第4月曜 0時50分 - 1時20分【日曜深夜】（2024年4月15日 - 2025年3月24日）

## 出演者
- SKE48
- 宮本忠博 - 「未完全ダービー」MC（#45 - 50・53 - 63・65 - 74・77 - 78）

過去の出演者
- 上釜美憂（テレビ愛知アナウンサー） - 「未完全ダービー」MC（#35 - 44） ※#44以降はナレーションを担当

## 配信
- Locipoで直近回が見逃し配信されている。GYAO!は2023年3月31日に見逃し配信終了。2023年9月から、番組リニューアル後の過去放送回がDMM TVで配信開始された。

- 未完全ゲーム「YouTube限定」(#15 - #18・#22・#25・#30・#33・#35以降は除く) - 放送日の翌週夜9時から配信。このゲームに優勝すると、#1 - #4は次回番組本編出演権、#6 - #27(#14 - #18・#20・#22・#25は除く)は密着VTR出演権、#29・#32・#34はリニューアル後の優先出演権、#14はテレビ愛知のeスポーツ特番メインMC出演権が与えられた。また、番組スタッフが一番活躍したメンバーに贈られる「MOM(Member Of Mikanzen)」を#8以降に創設され、賞品として番組のタイトルにちなんで、みかん関連の粗品が贈呈された。さらに、#26・#29・#32・#34は密着権を持っているメンバーや卒業を発表したメンバーなどの理由により、ゲームのMCとして進行。その際MCは「MC○○」(#34は除く)という名前入りタスキを掛けていた。

第1回戦「未完全じゃんけん」 - 年齢が若い順に対戦相手を指名、#19・#29を除く全ての回の人数が偶数のため、番組本編メンバー+乱入メンバー全員でじゃんけんを行い、勝ったら次の2回戦に進めることができ、負けたら即退場となる。#19は人数が奇数のため、メンバー全員が番組スタッフとじゃんけんを行い、勝ったら次の2回戦に進めた。また、通常のじゃんけんとは別に、#23 - #24は佐藤佳穂考案の「インスピレーションじゃんけん」を、#27はチームKⅡの「時間がない公演」にちなんで、番組スタッフが提案した「時間がないじゃんけん」を振付入りで行なった。さらに、じゃんけんに負けたメンバーは、#1 - #6は敗者インタビューを行い、#7以降は固定カメラに一言言って、いずれも劇場内にある「敗者の部屋」へ案内。その模様は放送日翌週の翌日に配信。
第2回戦「未完全イス取りゲーム」 ‐ 「未完全じゃんけん」で勝ち残った数名が、イス4席を賭けていくゲーム。音楽を数十秒流れてストップしたらイスに座る。座ることができたメンバーは決勝戦進出となり、できなかったメンバーは即退場となる。#1の第1回戦が「イス取りゲーム」を行なったが、あまりにも人数が多かったため、人数を半分に減らすために行なったのが「未完全じゃんけん」である。また、#7以降イス取りゲームに負けたメンバーは、固定カメラに一言言って、劇場内にある「敗者の部屋」へ案内。
決勝戦①「NGワードゲーム」(#1・#7 - #9) ‐ 各プレイヤーに自分だけのNGワードが設定。会話の中で自分のNGワードを言ってしまったら脱落。最後までNGワードを言わなかったら勝ち。NGワードはゲーム敗者が設定。#1は決着がつかなかったので、最後はじゃんけんで決めた。
決勝戦②「ボディスマ」(#2) ‐ 「指スマ」をボディで表わすゲーム。番組スタッフが決勝戦のゲーム設定をしていなかったため、メンバーが考えたゲームで進行。
決勝戦③「多数決」(#3) ‐ 4人が次回出演して欲しい人を多数決で決める。番組スタッフが決勝戦のゲーム設定をしていなかったため、メンバーが考えた内容で進行。
決勝戦④「かわいいロシアンルーレット」(#4・#10 - #11・#31の第1回戦・#34の第2回戦) ‐ かわいい一言→引き金を引いて風船が割れたらアウト。最後まで風船が割れなかったら勝ち。#10は一部ルールを変更。最後まで勝ち残った2人が対戦し、引き金を引いて風船が割れたら勝ち。
決勝戦⑤「蜜柑膳ゲーム」(#6・#12・#23) ‐ 制限時間1分以内にお膳の上に、一番多くみかんを積んだ人が勝ち。
決勝戦⑥「風船時限爆弾」(#13 - #14・#24・#27・#31の第3回戦・#34の第4回戦) ‐ お題に沿った単語を言い、風船を渡す→持っている時に割れたら脱落。#24・#27・#31の第3回戦・#34の第4回戦は「時間がないゲーム」と改題して、ルールは同じである。
決勝戦⑦「絶対インスピレーションゲーム」(#19 - #21・#26・#28の第2回戦・#31・#32・#34) ‐ 簡単な問題に早く答えた人が1ポイント。早く答えても審査員によっては無効の場合がある。3ポイント先取で勝ち。
決勝戦⑧「おこりんぼロシアンルーレット」(#29・#31の第2回戦) ‐ おこりんぼなフレーズ→引き金を引いて風船が割れたらアウト。#29は最後まで勝ち残った2人が対戦し、引き金を引いて風船が割れたら勝ち。
- 劇場版未完全TV「ミカンのむき方」公演 - 2022年8月から毎月1回行われる本番組の劇場版。出演メンバーは、開催日の数日前に本番組のYouTubeチャンネルの生配信などで発表する。ここでも番組スタッフが一番活躍したメンバーに贈られる「MOM」が2023年5月まで与えられ、みかん関連の粗品が贈呈された。そして年末年始は視聴者投票でこの1年で最も活躍したメンバーに贈られる「未完全アワード」を開催。各部門に選ばれたメンバーには盾が贈られ、さらにこの中から最高位である「MOMオブザイヤー」に選ばれたメンバーにはトロフィーが贈られる。番組終了とともに当イベントも終了となったが、2025年4月29日から「バラエティアイドル育成プロジェクト」としてリニューアル。6月14日には超拡大版として名古屋市のCOMTEC PORTBASEにてイベントを開催予定。

## スタッフ

### 最終回時点（2025年3月24日放送分）
- ナレーター：上釜美憂（テレビ愛知アナウンサー、#44 - 78）
- 構成：宮崎祐人
- SW：郡山晴香（#77・78、カメラの回あり）
- カメラ：河野仁志、土谷愛弓、鳥居亮太、二村武史
- VE：佐藤大至（#67・77・78）
- 音声：山田雄一、内山盟
- 照明：白井茂和（以前は週替わり）
- 編集：山田英貴
- MA・音効：小林洋介
- タイトル：田中楓（2023年6月12日 - 最終回）
- デザイン・CG：横田亜依莉
- 編成：尾谷孝
- 広報：加藤智恵子
- 協力：ゼスト
- 配信企画：横山優希（2024年4月15日 - 最終回）
- AP：風間由佳
- ディレクター：原比奈子（原→ADの回あり）、谷口淳哉（谷口(淳)→#58・59・69・70・77・78）
- チーフディレクター：永柳淳
- プロデューサー：二ノ宮拓郎
- チーフプロデューサー：広沢二郎
- 技術協力：アイプロ（#1 - 50・53 - 78）
- 制作著作：テレビ愛知

### 過去のスタッフ
- ナレーター：天野なな実（当時：テレビ愛知アナウンサー、#1 - 44）
- カメラ：谷口弘志（谷口(弘)→TDの回あり）、村上智彦（村上→SW (#67) の回あり）、椛島(嶋)秀夫、河合志由、鹿田智樹、丹下諒、大辻カノン、仲宗根健、安樂敦史、黒髪貴俊
- 音声：小村茂智、山本正博、八木菜摘、高羅元、佐藤昂、池口順也、棚原克次、渡辺也寸志、山口佑菜、小西良馬
- 照明：林良樹
- 編集：板橋卓哉、近辻圭一郎、森田向陽、平田裕也
- 美術：水野宰
- タイトル：伊藤彰洋（放送開始 - 2023年5月29日）
- デザイン・CG：出島(嶋)健司
- 衣装：早川季公子
- メイク：早川景子
- 編成：那須義元、柏木哲
- 協力：ゼストミュージックスクール（#1 - 50・55 - 60）[注 20]、沖縄観光コンベンションビューロー（#51・52）
- カラオケ音源協力：JOYSOUND、DAM（第一興商）
- 配信企画：岡本樹（放送開始 - 2024年5月13日）
- AD：廣中咲里、白神早雪、横井大晃、近田望未、山北樺乃、矢島愛華
- ディレクター：ナオ★ユキ（ナオ→放送開始 - 2024年5月13日）、小林大輔、大矢有記、小原千宗
- 技術協力：沖縄映像センター（#51・52）